# Рудня-Калинівка
Рудня-Калинівка — село в Україні, в Коростенському районі Житомирської області. Входить до складу Малинської міської громади.

## Населення

### Мова
Розподіл населення за рідною мовою за даними перепису 2001 року:
| Мова       | Кількість | Відсоток |
| ---------- | --------- | -------- |
| українська | 44        | 100%     |

## Історія

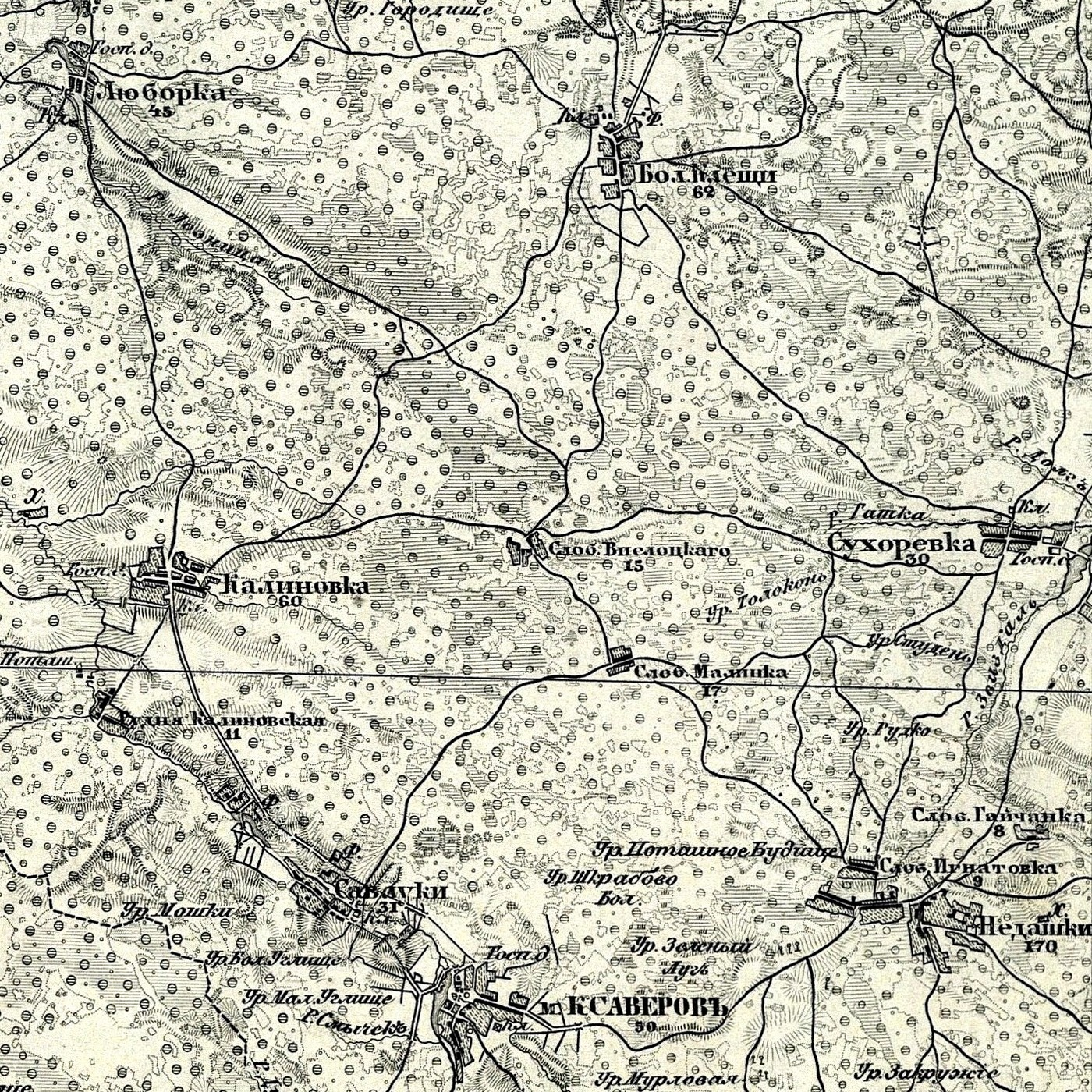
Військово-топографічна мапа західної частини Російської імперії (3 версти в дюймі, надр.1867 р.)

- 1846-63 роки — поселення Рудня-Калинівська було позначено на «Військово-топографічній мапі західної частини Російської імперії» (мапа Ф. Ф. Шуберта — 3 версти в дюймі), що була складена в 1946—1963 роках, а надрукована в 1967 році. За 1,5-2 кілометри на північний захід від Рудні Калинівської (за річкою Кам"янкою) стояла поташна буда[2].
- 1866 рік — слобода приватного володіння. Знаходиться при притоці (без назви) річки Кам'янка, на відстані від повітового міста — 52 версти, від стану — 24 версти. По віросповіданню — римо-католики. Слобода має водяний млин та 18 дворів, де проживає: чоловіків — 80, жінок — 61, всього жителів — 141[3].
- ХІХ століття — католики Рудні Калинівської належали до парафії (релігійної громади) костьолу Св. Теклі (містечко Народичі), Овруцького деканату, Луцько-Житомирської римо-католицької духовної консисторії.[4]
- 1887 рік — Рудня-Калинівська перебуває в межах Нововороб'ївської волості[5].
- 1906 рік — Рудня-Калинівська перебуває в межах Базарської волості. Відноситься до 1 стану. Поштова адреса — м. Овруч. Має 38 дворів, де проживає 264 жителі чоловічої та жіночої статі[6].
- 1 грудня 1910 року перебуває в межах Базарської волості. Найближчі станції: залізнична — «Малинъ» — 31 верста; поштова — «Базаръ» — 10 верст; телеграфна — «Малин» — 33 версти. Має 52 двори, де проживає 301 житель чоловічої та жіночої статі[7].
- 1941 рік — Рудня-Калинівка має 77 дворів де проживає 257 мешканців. З них: чоловічої статі — 94, жіночої статі — 163[8].

У 1941—54 роках — адміністративний центр колишньої Руднє-Калинівської сільської ради Базарського району.
- 1972 рік — село перебуває в межах Малинського району та підпорядковується, разом з с. Савлуки, Ксаверівській сільській раді[10].
- 1991 рік — внаслідок Чорнобильської катастрофи 1986 року, село входить до зони безумовного (обов'язкового) відселення, проте Верховною Радою це уточнення поки не затверджене[11].
- 2010 рік — Житомирська обласна рада ухвалила рішення про уточнення назви села на Рудня-Калинівська[12][13].